# Kovacsóczy Mihály
Kovacsóczy Mihály (Gödöllő, 1801. március 19. – Pest, 1846. január 13.) ügyvéd, lapszerkesztő.

## Életpályája
Apja, Kovacsóczy Mihály gazdatiszt volt a gödöllői és sződi Grassalkovich uradalomban. Előbb a papi pályára készült Egerben, de később tervét megváltoztatta és Pestre ment, ahol jogot hallgatott és ügyvédi oklevelet nyert, de ügyvédséggel nem foglalkozott, hanem több főúri háznál mint nevelő működött. Már ekkor írt és fordított; egy ideig érintkezett Kisfaludy Károly írói körével és magára vonta Kazinczy Ferenc figyelmét is; de igazi írói működése Kassán kezdődött, ahová akadémiai helyettes tanárnak nevezték ki. Itt szerkesztette a Szemlélőt, a Literaturai Lapok című melléklettel. Abaúj megye megbízásából a Magyar Színház igazgatóságát is átvette; ekkor több színdarabot fordított. 1841-ben Pestre költözött és itt szerkesztette a Közleményeket a Literaturai Lapokkal, mely az első naponként megjelenő lap volt. 1843-ban vette át a munkatársakban és előfizetőkben egyaránt megfogyatkozott Nemzeti Ujságot, melynek új lendületet adott. Sok ismerettel és szép tehetséggel bírt, jártas volt az olasz, francia, sőt spanyol nyelvben is; ha erejét szerte nem forgácsolja, ha több kitartással bírt volna műveinek bevégzésében, ha nagyobb részt öngyarlósága okozta sanyaroktól ment lett volna, roppant munkássága mellett, számos maradandó mű örökítette volna meg nevét az irodalomban, mely mai nap is számos általa forgalomba hozott műszóval él. 1846. január 13-án halt meg Pesten, mellvízkórban.
Testvére, Kovacsóczy Johanna Spett (Speth) Ferenccel kötött házassága révén született Vilma lányuk Ambrus Józsefhez ment feleségül, így rokonságba került a neves íróval, Ambrus Zoltánnal.

## Művei
Költeményei és elbeszélései a Szépliteraturai Ajándékban (1822. költ.), az Aurórában (1823. költ., 1824. elb.), az Aspasiában (1824. költ. és mozaik-képek), a Hebeben (1824-1826. költ.), a Felsőmagyarországi Minervában (1827. Martinuzzi vagy Frater György cardinalis élete, Révay, Kazinczy, Kisfaludy S., Dayka, Tóth L., 1828, Mária, nagy Lajos leánya, Székely György támadása 1514., Lindvai Bánffi Miklós, Mátyás vezére, Istvánfi Miklós, Kinizsi Pál vezér és országbiró, Szent-Iványi Ferencz, ország birája, 1829. Draskovics György, kalocsai érsek életrajza, Révay Ferencz, alnádor); az Uraniában (1829. költ.), a Koszorúban (1830. költ.), a Nefelejtsben (1832. Az ikrek, novella) és saját lapjaiban németből és angolból fordított beszélyek, aesthetikai, paedag. s vegyes tartalmú cikkek, könyvismertetések, szini kritikák, polemiák; a Honművészben (1836. 31. sz.) kiadta a Szépnem társalkodási tára cz. 32 füzetből álló vállalatának előfizetési felhívását, mely tudtommal nem jelent meg; a Literaturai Lapokban (1841. Nézetek a historiographia körül.)

## Munkái
1. Sonettek melyeket Szlemenics Pál urnak tiszteletek zálogául ajánlottak hálaadó tanítványi neve innepére. Pozsony, 1820.
2. Emlény t. n. Szontagh Marie Ludovika kisasszony hamvedrére. Pet, 1822.
3. Sonnet Ferenczy Istvánhoz. Buda, 1824.
4. A varázs-rózsa. Schulze Ernest után. Kassa, 1828. Online
5. Kotzebue Ágoston jelesebb szindarabjai. Fordították többen. Kassa, 1834-36. Husz kötet. (A fordítók nevei nem lévén a czímlapon kitéve, föltehető, hogy ezek nagyobb részét K. fordította.)
6. Jeruzsalemi sz. János lovagrendje története. Eredetétől napjainkig. Uo. 1837.
7. A keresztény katholika vallás leghatalmasabb védlelke a birodalmaknak és thronoknak. Richter Engelbert Eligy után ford. G. A. Uo. 1837.
8. Barátságos vizsgálat az angol egyházról és átaljában a reformatióról. Németre ford. Stupfel Alajos, magyarosítás G. A. Ugyanott, 1838. Két kötet.
9. Anglia története. Uo. 1838. (Nemzetek története tára I.)
10. Történeti táblák. Az ó és uj világ népei s birodalmai külső politikai viszonyainak és belső szellemi kifejlődésünknek fő pontjai, chronologiai és ethnographiai renddel. Kidolgozta és kiadja…Pest, 1839.
11. A vegyes házasságok megáldásáról. Theologiai szavazat. Mack Márton József után ford. Buda, 1841. (Névtelenül.)
12. Magyarkák 1845-ből. Lipcse, 1845. (Névtelenül. Ism. Pesti Divatlap II. 1182. l. Irodalmi levelek cz. rovatban Serevin; ezen ismertetésből következtethetjük, hogy ezen röpiratot Kovacsóczy írta.)

Szerkesztette az Aspasia c. évkönyvet (Pest, 1824.); a Nefelejts cz. almanachot 1832-1834. három évf. Kassán; az Árpádia, honi történetek zsebkönyvét 1833., 1835. és 1838-ban Kassán; a Szemlélő, tudományos, szépirodalmi és művészeti közlönyt, melléklapjával a Szépliteraturai Lapokkal 1833. július 1-jétől december 27-éig Cserneczkyvel és 1836. január 1-jétől 1837. június 30-áig egyedül Kassán (a két lap hetenként kétszer jelent meg); a Közlemények az élet és tudományok köréből cz. heten négyszer Budapesten megjelent lapot 1841. január 1-jétől március 31-éig Stancsics Mihálylyal, április 1-jétől december. 14-ig egyedül, társlapjával a Literaturai lapokkal együtt, mely hetenként kétszer jelent meg; mind a két lapnak K. volt a kiadója; a Nemzeti Ujságot 1842. június 8-ától 1844. december. 31-ig, (az 1844. III. félévet gr. Majláth Jánossal) mely hetenként 4-szer jelent meg, melléklapjával a Hasznos Mulatságokkal együtt, mely hetenként kétszer adatott ki.

### Kéziratban maradtak fordított színművei
- Schiller, Stuart Mária, szomorújáték 5 felvonás (előadatott Székesfejérvárt 1824. május 18.)
- Houwald, A tengeri rablók, nézőjáték 5 felvonás (Kassán 1832, Miskolcon 1833. március 9., Debrecenben 1835. augusztus 4. és november 30.)
- Castelli I. Fr., Gabriella, színjáték 3 felvonás
- Csekélységek, vígjáték 3 felvonásban németből ford. (Kassán 1833. április 23.; Budán 1834. február 18., április 9., 1837. március. 16., Debrecenben 1835. augusztus 18.)
- Lebrun, A 777-dik szám, vígjáték (Kassán 1834. március. 12.)
- Parlagi Jancsi, vígjáték 4 felvonás, német után magyarosította (Budán 1835. november 22., 1836., Pesten 1837. október 15. és 1839. július 20.)
- Beckstein, A lázadó zsidók, vagy a szerelem és gyűlölség küzdései, dráma 5 felvonás (Kassán 1836. november 28.)
- Schiller, Turandot, színjáték 5 felvonás (Budán 1837. március 16.)
- Halm Frigyes, Griseldis, regényes színjáték 5 felvonás (Kassán 1837. december. 22.)
- Dumas és Schmidt, A szaraczén (Pécsett 1837. május 9.)
- Dominique az ördög czimborája, vígjáték 3 felvonás (Egerben 1837. november 14.)
- Albini, Hét leány közül a legrútabb, vígjáték 3 felvonás, egy előjátékkal (Pesten 1838. október 18., 1839. január 22., Kassán 1863. január 10.)
- Frederici, Capriciosa, vagy ne kérdezd a hölgy éveit, vígjáték 3 felvonás (Pesten 1839. március. 14., július 1., október 29., 1848. június 19. és Kolozsvárt 1839. május 5.)

Levelei Rumyhoz 1829. és 1840-ből (a m. tud. akadémia levéltárában). A Szemlélő programmja, Kelt Kassán 1833. február 3. névaláírásával (a Magyar Nemzeti Múzeum kézirati osztályában.)